# Hendrick Motorsports
Hendrick Motorsports (HMS) ali prej znan kot All-Star Racing je dirkaško moštvo iz ZDA, ki ga je ustanovil Rick Hendrick. Trenutno ekipa tekmuje v seriji NASCAR Sprint Cup. V svoji zgodovini so osvojili deset dirkaških naslovov (1995, 1996, 1997, 1998, 2001, 2006, 2007, 2008, 2009, 2010)

## Dirkači
- Kasey Kahne
- Jeff Gordon
- Jimmie Johnson
- Dale Earnhardt, Jr.